# Emberiza caesia

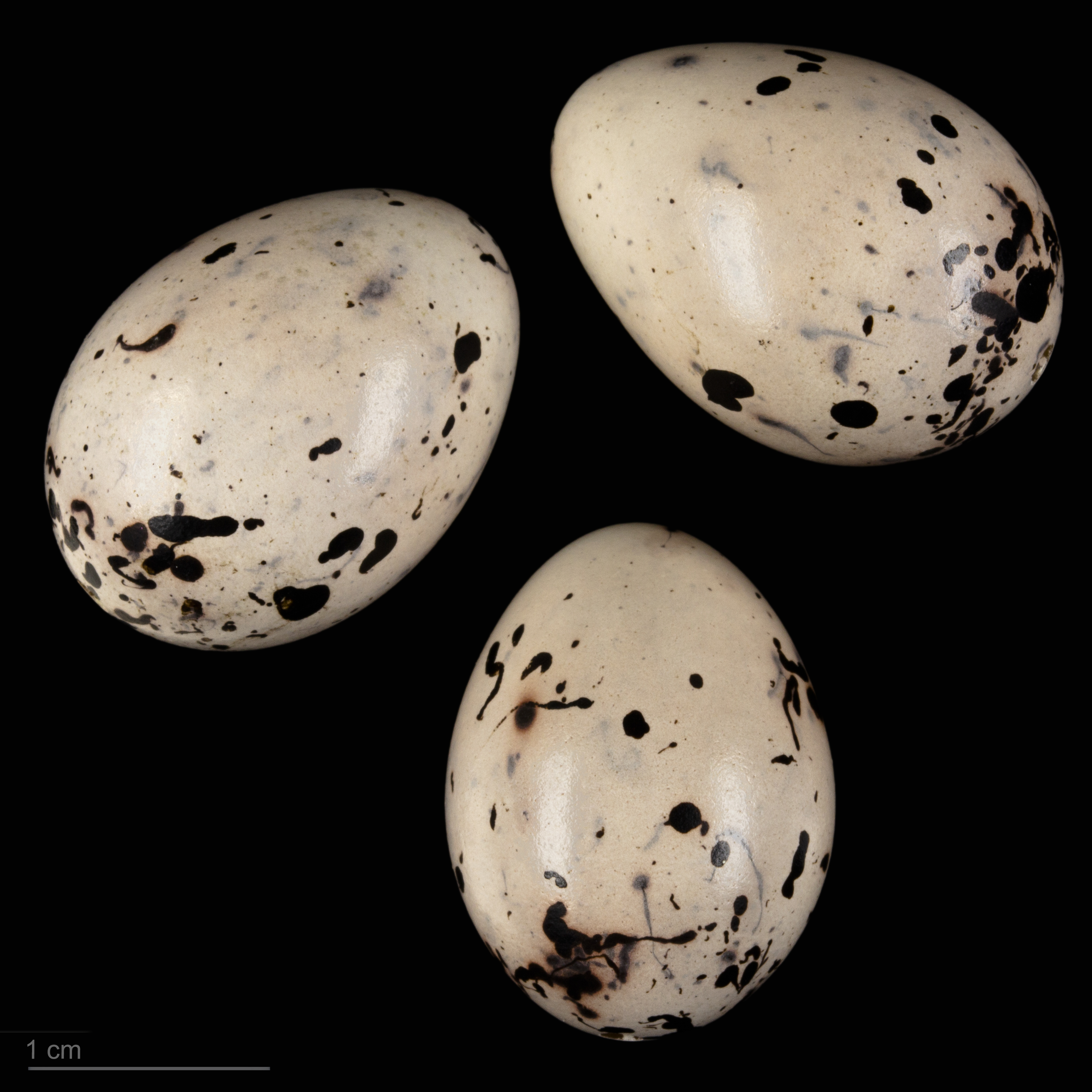
Emberiza caesia

Emberiza caesia là một loài chim trong họ Emberizidae.

## Hình ảnh

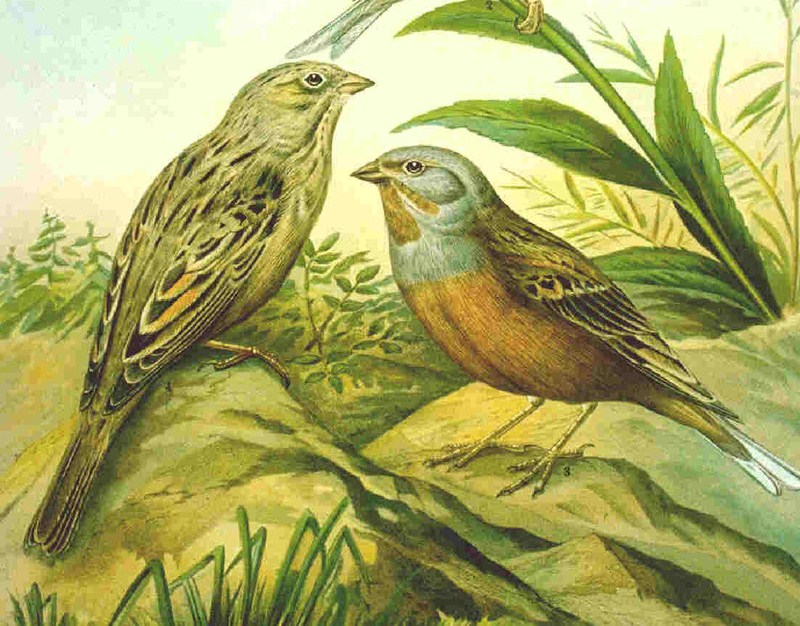
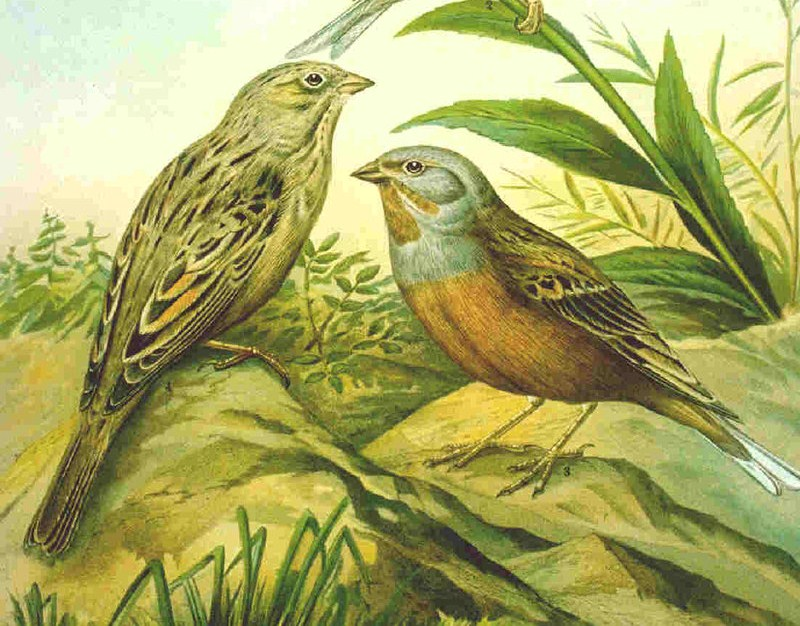
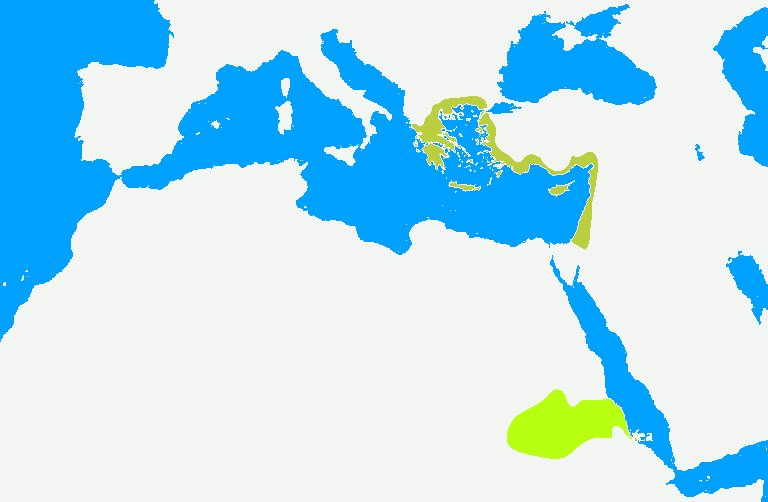